# 敬州
敬州，中国五代十国时设置的州。
南汉乾和三年（945年）置，治所在程乡县（今广东省梅州市梅县区）。辖境相当今广东省梅州市一带。北宋开宝四年（971年），改名梅州。 